# مونتيليبريتي
مونتيليبريتي هي بلدة وكومونة (بلدية) في مدينة روما الحضرية في منطقة لاتسيو الإيطالية، وتقع على بعد حوالي ٣٠ كيلومتر(١٩ ميل) شمال شرق روما على سفوح مونتي سابيني .
تقع مدينة مونتيليبريتي على حدود البلديات التالية: كابينا و فارا إن سابينا وفيانو رومانو ومونتيروتوندو و مونتوبولي دي سابينا و مونتوريو رومانو وموريكون ونيرولا وبالومبارا سابينا. قرية بورجو سانتا ماريا هي جزءًا من المدينة إداريًا.

## تاريخ
الاسم مشتق من وجود فيلا رومانية يملكها كايوس بروتيوس بريسنتيس، والد زوجة كومودوس. في العصور الوسطى، بدءًا من القرن الخامس عشر، كانت قلعة أورسيني، التي خلفها باربيريني ثم سيارا .
في عام ١٨٦٧ كان موقع معركة بين القوات غاريبالدين والبابوية، في سياق معركة مينتانا.

## المعالم السياحية الرئيسية
- كنيسة أبرشية القديس نيكولاس
- قصر باربيريني ، بُني فوق قلعة من قلعة أورسيني
- مقبرة كولي ديل فورنو (القرن السابع قبل الميلاد) ، منسوبة إلى مدينة سابيني في إريتوم